# Aanval op de Sayidat al-Nejatkerk in Bagdad
Bij de aanval op de Sayidat al-Nejatkerk in Bagdad op 31 oktober 2010 kwamen 58 mensen om het leven. De meeste doden vielen toen tijdens een kerkdienst het gebouw werd bestormd door gewapende mannen. Op dat moment waren ruim honderd mensen in de Syrisch-katholieke kerk aanwezig. De mannen namen de overlevenden in gijzeling. Rond 21:30 plaatselijke tijd werd het gebouw bestormd door Iraakse antiterreureenheden.
De verantwoordelijkheid voor aanslag is opgeëist door de Islamitische Staat van Irak. Als rechtvaardiging voerde men aan dat de kerk 'een smerige plaats was die de ongelovigen gebruikten als basis om de islam te bestrijden'. Op 1 augustus 2004 was het gebouw reeds eerder doelwit van aanslagen.